# Roger Roebben
Roger Roebben (* 14. März 1951) ist ein ehemaliger belgischer Fußballspieler. 

## Karriere
Roebben wurde 1974 von damaligen Cheftrainer von Borussia Mönchengladbach, Hennes Weisweiler, von VV Waltwilder an den Niederrhein geholt. Die erste Meldung war im „Kicker“ am 18. März 1974 zu lesen, bevor am 18. April getitelt wurde: „Hennes holt Belgier. Der neue Torjäger heißt Roger Roebben.“ Es wurde ferner berichtet, dass der im März mit gutem Erfolg eine Woche im Training beteiligte Ausländer sich jetzt endgültig mit seinen Papieren vorgestellt habe. Er stamme aus Hasselt/Beverst (Belgien) und habe bisher beim Waltwilder VV als Amateur gespielt. Weisweiler verspricht sich einiges von seinen Angriffskünsten: Beim Trainingsspiel gegen die Abwehr Borussias im März schoss er fünf Tore. Am 4. Juli 1974 wurde über den „Kicker“ aber gemeldet, dass Roebben sich vor dem Beginn der Vorbereitung einer Meniskusoperation unterziehen muss. Noch am 16. August war im „Kicker“ nachzulesen, dass Hennes Weisweiler geradezu von den ersten Leistungen des Stürmers aus Hasselt nach der Meniskusoperation schwärmt. „Das wird einer. Wenn der erst wieder volle Wettkampfpraxis hat, kann er Bernd Rupp würdig vertreten!“ Da zu dieser Zeit nur zwei Ausländer in einer Bundesligamannschaft eingesetzt werden durften, und diese Plätze durch Allan Simonsen und Henning Jensen besetzt waren, bestritt Roebben kein einziges Pflichtspiel für die Borussia. Simonsen hatte in der Saison 1973/74 lediglich neun Einsätze mit zwei Toren zu verzeichnen gehabt; im ersten Jahr von Roebben bei der Borussia wurde er aber mit 34 Einsätzen und 18 Toren zum Aufsteiger der Bökelbergelf und bildete mit Jensen und Jupp Heynckes einen überaus torgefährlichen Angriff. 
Roebben wurde nur in Freundschaftsspielen eingesetzt, wo er auch mehrfach Tore erzielte. So kam er auch im Jubiläumsspiel (75 Jahre) des 1. FC Nürnberg im Mai 1975 als Einwechselspieler für Herbert Wimmer in der zweiten Halbzeit zum Einsatz. Nachdem Weisweiler den Verein verlassen hatte, wurde Roebben unter Udo Lattek aus dem Kader gestrichen. Roebben verließ daraufhin die Borussia und heuerte beim belgischen Erstligisten Lierse SK an. Nach zwei Jahren verließ er den Verein in Richtung FK Tongeren, wo er Stammspieler wurde.